# パラ・ドーロ

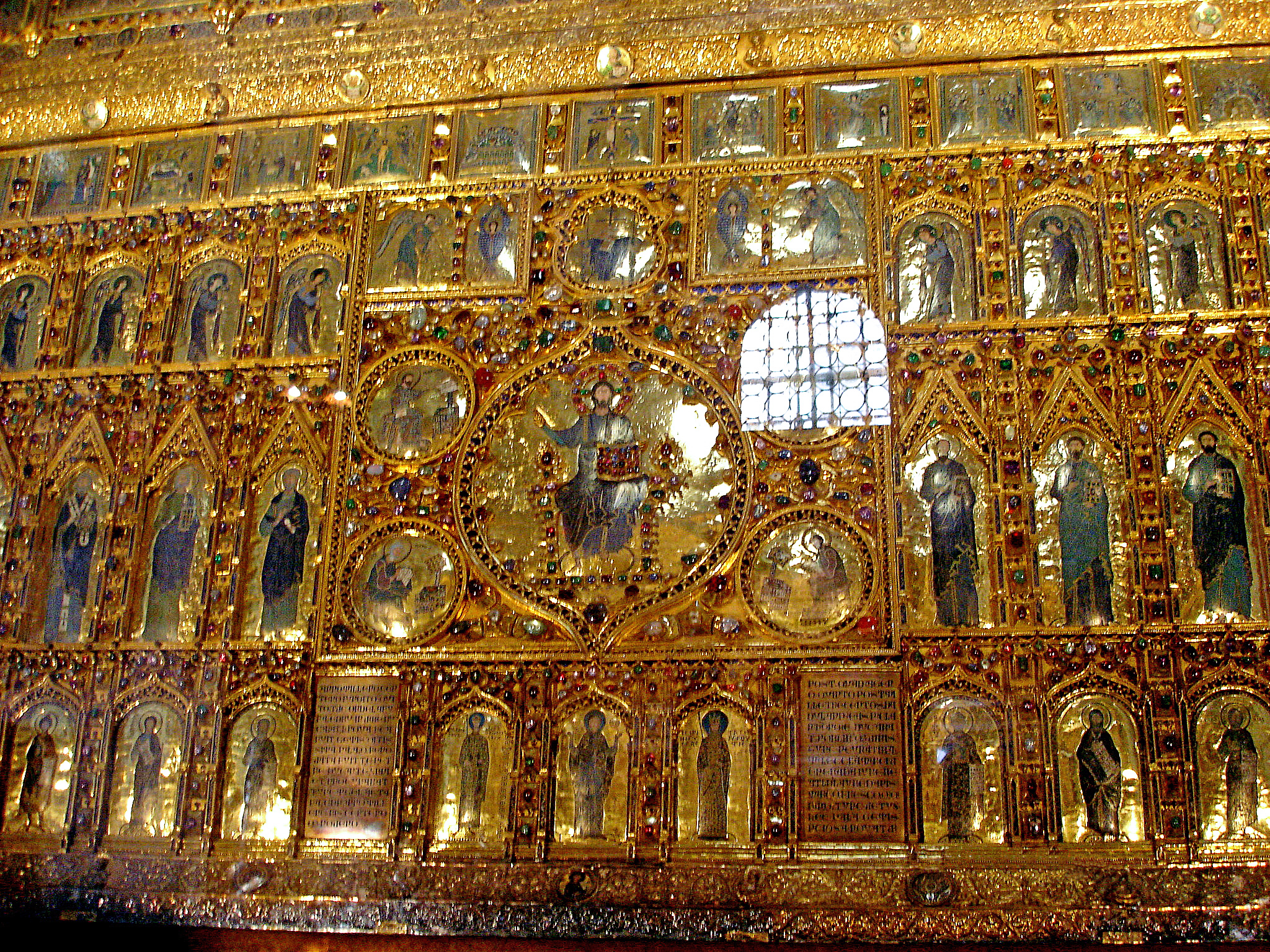
パラ・ドーロ

パラ・ドーロ（Pala d’Oro）はヴェネツィア、サン・マルコ寺院の祭壇の後ろに飾られた金色の背障のこと。ビザンティン美術の最も純化熟達した作品の一つとして世界的に認められている。
パラ・ドーロは2つの部分から構成されている。
下の部分は福音記者マルコの物語、ヴェネツィア共和国元首（ドージェ)の肖像、『全能者キリスト』を描いた琺瑯（ほうろう）。1102年、ヴェネツィア共和国総督オルデラッフォ・ファリエリの命令で、コンスタンティノポリスの名工たちがアンテペンディウム（祭壇の前飾り）として作ったものである。
他の部分、つまり大天使ミカエルの絵を含む1番上の絵全部は、1204年第四回十字軍の略奪品だと考えられている。
1343年、ヴェネツィア共和国元首アンドレア・ダンドロは2つの部分を結合して、およそ1927個の宝石を散りばめた1個のゴシック枠細工作品にするよう命令した。パラ（pala。ラテン語のpalla=布に由来する）はパオロ・ヴェネツィアーノ Paolo Veneziano 作の木のアルターピース（祭壇飾り）によって覆われたもので、典礼の間だけ公開され、信者たちを驚かせた。
15世紀、ヴェネツィアーノの外側のアルターピースは木のパネルに取り替えられ、現在に至っている。

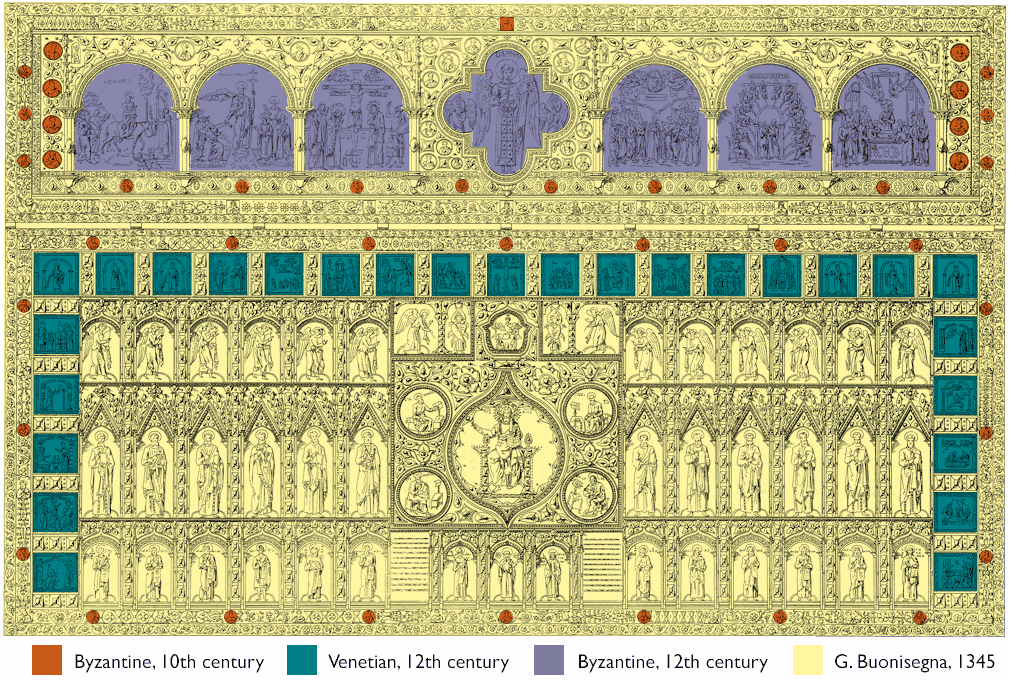
パラ・ドーロの時代ごとの発展を示す